# Комитат (административная единица)

Карта-схема комитатов Венгерского королевства около 1880 года.

Комитат (от лат. comitatus — компания, группа; ср.-лат. — графство; венг. vármegye) — историческая административно-территориальная единица (административный округ) Венгерского королевства, в том числе и будучи им (королевством) в составе Австро-Венгерской империи, существовавшая с X века до 1918 года. 
Административный округ находился под управлением губернатора (по-мадьярски — Фольспан (Fo-Ispán, Folspan), по-немецки — Обергеспан (Obergespan)). Комитатская система была достаточно стабильной и играла важную роль в организации венгерского государства, предоставляя возможность достаточно широкого самоуправления регионам страны и выражая интересы венгерского дворянства. Комитаты также служили низовым звеном системы государственного управления королевства Венгрия и делегировали своих депутатов в парламент (государственное собрание) союзного государства. Органы управления комитатами (комитатские собрания) являлись рычагами влияния местных дворян на политику государства, а в периоды иностранного господства — организационной базой для становления национального движения и зарождения либеральной идеологии. После поражения Австро-Венгрии в Первой мировой войне и раздела Венгерского королевства по Трианонскому договору 1920 года большая часть комитатов осталась за пределами Венгерской республики. Традиционная комитатская система была упразднена, а на её основе создана новая система административных единиц — медье, существующая до настоящего времени.
Комитатская система распространялась на все земли Венгерского королевства, включая, помимо Венгрии, территории следующих современных государств:
- Словакии;
- Украины — Закарпатскую область;
- Румынии — Трансильванию и Банат;
- Сербии — Воеводину;
- Хорватии — собственно Хорватию и Славонию;
- Австрии — Бургенланд;
- Словении — Прекмурье.

## Происхождение названия
Слово «комитат» происходит от латинского comes (с лат. — «граф»), которое в Средние века использовалось в качестве титула правителя небольшой области. В Венгрии латинский язык являлся официальным до 1848 года, поэтому термин «комитат» вошёл в употребление в исторической литературе для обозначения административной единицы Венгерского королевства. В венгерском языке для обозначения комитата используется слово «вармэде» (венг. vármegye), что буквально означает «замковый округ» и отражает ранний тип комитата как области, подчинённой одному из королевских замков. Само слово «медье» (венг. megye) имеет славянские корни и восходит к древнеславянскому «межа» — граница: первые комитаты создавались в пограничных регионах Венгерского государства в оборонительных целях.

## Ранняя комитатская система (конец X — конец XIII века)
После переселения венгров в Среднее Подунавье в начале X века молодое венгерское княжество включило в свой состав систему славянских жупаний завоёванного Великоморавского государства. Около 1000 года в составе венгерского государства, прежде всего на территории северной Паннонии, образовались первые комитаты-графства. Они создавались вокруг укреплённых замков короля, которые стали центрами военного контроля и государственной администрации. Точное время создания первых комитатов установить не удалось, однако очевидно, что большинство их (до 45) возникло в период правления Иштвана I Святого. По всей видимости, первоначально комитаты играли роль пограничных марок с чисто оборонительными функциями. Параллельно с пограничными комитатами возникли небольшие замковые округа на землях королевского домена. Военно-административная роль комитатов превалировала до конца XIII века, когда Венгерское королевство трансформировалось в сословную монархию.
Во главе каждого комитата раннефеодальной Венгрии стоял ишпан — представитель короля, в чьих руках концентрировалась судебно-административная власть на территории комитата. Ишпаны были ответственны за поддержание порядка, разрешение судебных споров, сбор налогов и натуральных платежей королю и организацию обороны своей области. Резиденция ишпанов находилась в замке, который играл роль административного центра комитата. Финансирование деятельности ишпана и его аппарата осуществлялось путём удержания одной трети из собираемых им на территории комитата платежей королю. По своему статусу венгерские ишпаны примерно соответствовали графам империи Карла Великого. Имена первых ишпанов-сподвижников Иштвана I остались в названиях некоторых комитатов (Собольч, Хонт, Чанад).

## Классическая комитатская система (конец XIII — середина XIX века)

### Становление (XIII век)
В конце XIII века комитаты из низовых органов королевской администрации трансформировались в автономные дворянские образования. Обычно выделяют следующие причины такой трансформации:
- массовая колонизация и переселение в Венгрию колонистов-госпитов (в основном, немцы и фламандцы), которым были предоставлены широкие привилегии (в том числе сохранение собственного права), выводившие госпитов из-под юрисдикции королевских ишпанов;
- массовая (со времени правления Эндре II) раздача земель королевского домена служилым людям («королевским сервиентам») на наследственном феодальном праве и формирование на их основе широкой прослойки дворян, чьё влияние неуклонно росло за счёт умаления полномочий короля и его агентов — ишпанов. Наиболее ярким выражением нового положения «сервиентов» (дворян) в государстве стала Золотая булла 1220 года, освобождавшая дворянство от налогов и постоя войск, выводившая их из-под юрисдикции ишпанов и предоставляющая гарантии неприкосновенности собственности и личности дворян;
- крах военной системы, основанной на комитатском ополчении лояльных королю воинов-иобагионов, обозначившийся в годы монгольского нашествия 1242 года, и формирование новой армии феодальных рыцарей, отряды которой предоставляли крупные бароны страны.

Первым шагом к формированию новой комитатской системы стала хартия Белы IV 1267 года, подтвердившая право дворян каждого комитата проводить собрания для обсуждения местных вопросов и делегирования представителей на общевенгерское государственное собрание, которое должно было собираться ежегодно. Декретом Эндре III 1290 года обязанность короля соблюдать дворянские свободы стала частью королевской присяги. К концу века власть в комитатах перешла из рук королевских чиновников в руки местного дворянства и магнатов.

### Развитие комитатской системы (XIV—XVIII века)
Сразу после краха системы региональной королевской администрации комитаты попали в зависимость от местных магнатов, которые, пользуясь правом выбора членов комитатских судебных коллегий, установили полный контроль над комитатской системой управления. Разгром старой венгерской аристократии Карлом Робертом в начале XIV века привёл к складыванию новой знати, лояльной королю, представители которой становились ишпанами комитатов. Во время правления Анжуйской династии развитие сословного характера комитатов несколько замедлилось из-за усиления королевской власти и формирования независимой от комитатов судебной системы. Роль комитатов резко усилилась в XV веке, когда Венгрия окончательно трансформировалась в сословную монархию, а комитатские собрания стали выражать интересы дворян как сословия, противостоящего, с одной стороны, магнатам, а с другой — крестьянам и горожанам. Границы комитатов в XV веке стабилизировались и оставались практически неизменными до 1918 года.
С начала XVI века по конец XVII века большая часть территории Венгрии была захвачена турками и входила в состав Османской империи и княжества Трансильвании. Это нанесло серьёзный удар по комитатской системе. На территориях, признававших власть Габсбургов, комитаты сохранились, однако влияние дворян на политику и, соответственно, политическое значение комитатов упало. В Трансильванском княжестве из-за корпоративного характера этого государства (венгерские дворяне были лишь одним из трёх правящих классов, наряду с саксами и секеями) комитаты также не играли большой роли в политической системе страны. На оккупированных турками землях комитаты были упразднены. По мере освобождения венгерских земель от власти Османской империи комитатская система на возвращённых территориях восстанавливалась.
Восстание Ференца Ракоци II (1700—1711) и Сатмарский мир 1711 года привели к разделу власти в Венгерском королевстве между венгерским дворянством, чьи интересы выражали комитатские собрания и парламент, и Габсбургами, сформировавшими жёсткую бюрократическую систему управления. Органы самоуправления комитатов стали играть значительную роль в отстаивании интересов мелкого и среднего венгерского дворянства в борьбе против абсолютистской политики австрийских монархов. После окончательной победы над турками в 1718 году три южновенгерских комитата — Темеш, Торонталь и Крашшо-Сёрень — были объединены в особый административный округ Темешский Банат. Он просуществовал до 1779 года, когда были воссозданы составляющие его комитаты, а самая южная часть вошла в состав Военной границы, упразднённой лишь в конце XIX века.

### Административная реформа Иосифа II (1785—1790)
Хрупкое равновесие между централизованной администрацией габсбургской монархии и комитатским самоуправлением было нарушено административной реформой императора Иосифа II в 1785 году, которая являлась составной частью кардинальных преобразований страны в духе просвещённого абсолютизма. Комитатская система в Венгрии хотя и осталось нетронутой, поверх неё вся территория королевства была разделена на 10 административных округов, управляемых назначаемыми императором комиссарами, которые были наделены широким объёмом административных, судебных и фискальных полномочий. Все должности в аппарате управления округов стали государственными и могли замещаться только с предварительного одобрения императора. Официальным языком стал немецкий язык. Административная реформа вызвала резкое возмущение венгерского дворянства. Рост оппозиции, сопровождаемый восстаниями крестьян, появлением, под влиянием Великой французской революции, якобинских обществ и революционными выступлениями в Бельгии, заставил Иосифа II в 1790 году, незадолго перед своей смертью, отменить административную реформу и восстановить комитатскую систему.

### Комитатская система в XIX веке
В период абсолютизма Франца I венгерские комитаты оставались в целом самоуправляемыми административными единицами, однако королевские комиссары с успехом добивались выполнения комитатскими органами решений центральной власти на региональном уровне. Тем не менее роль комитатов как органов выражения дворянской оппозиции неуклонно росла. Так в 1821—1822 годах из 41 венгерского комитата только 17 добровольно исполнили требование императора о новом наборе солдат и повышении налогов. В 1830-е годы комитаты стали главной ареной национального движения Венгрии, выступая за расширение самоуправления и осуществление демократических реформ. Именно комитатские органы сыграли роль трамплина для общественно-политической карьеры таких видных деятелей венгерского либерального лагеря, как Лайош Кошут, Ференц Деак и многие другие. Это заставило правительство усилить контроль над комитатами: в 1844 году была введена должность фёишпана — специального королевского чиновника, назначенного руководителем в каждый комитат, с широкими административными полномочиями.
В период революции 1848—1849 годов комитаты стали главной опорой революционных преобразований в стране. В то же время комитаты перестали являться чисто дворянскими органами, поскольку право на участие в выборах органов управления комитатов получили во время революции представители городской и сельской буржуазии, а также интеллигенции.
Подавление революции в 1849 году привело к новому наступлению австрийского правительства на комитатскую систему. В феврале 1849 года комитат как самоуправляемая административная единица был упразднён, а вся территория Венгрии была разделена на пять военных округов, наравне с другими провинциями империи. Округа управлялись назначаемыми императором генералами, а границы округов были проведены с таким расчётом, чтобы обеспечить превосходство не-венгерских наций в каждом из них. Административными центрами этих округов стали: Пожонь (Братислава), Кашша (Кошице), Пешт, Шопрон и Надьварад (Орадя). Кроме того, из состава Венгерского королевства были выделены Хорватия, Славония, Военная граница, Воеводина и Темешский Банат, которые образовали особые административные единицы, подчинённые непосредственно Вене (Трансильвания в это время также не входила в состав Венгерского королевства). Немецкий язык вновь стал официальным языком Венгрии. 13 сентября 1850 года военная администрация в Венгрии была ликвидирована, а во главе сохранённых пяти округов были поставлены гражданские чиновники — фёишпаны, также назначаемые императором. Эта система была закреплена законом 19 января 1853 года.
Комитатская система была восстановлена лишь Октябрьским дипломом 1860 года, возродившим органы местного самоуправления во всех регионах Австрийской империи. Немедленно после созыва комитатских собраний они стали ареной мощных выступлений с требованиями либерализации общественной жизни и восстановления суверенитета Венгерского королевства. Австро-венгерское соглашение 1867 года и трансформация империи в дуалистическую Австро-Венгрию привели к кардинальному реформированию комитатской системы и формированию нового социально-политического облика комитата (см. ниже).

### Органы управления
Комитат представлял собой самоуправляемую административно-территориальную единицу, включённую в систему государственной власти Венгерского королевства. Во главе комитата стоял ишпан (венг. várispán), назначаемый королём. Должность ишпана была связующим звеном между королевской администрацией и дворянским самоуправлением комитатов. Ишпаны обычно назначались на определённый срок и могли быть в любое время смещены королём Венгрии. Одновременно ишпан являлся кастеляном главного замка комитата. В периоды усиления централизации полномочия глав комитатов существенно расширялись, что привело к появлению нового титула главы комитатской администрации — фёишпана (венг. főispán — главный ишпан).
Каждый ишпан комитата назначал своего заместителя — вицеишпана (алишпан, венг. vicispán, alispán). Начиная с XIII века значение должности вицеишпана постепенно повышалось. Поскольку ишпанами комитатов обычно назначались приближённые короля, а также высшие должностные лица королевской администрации (палатин, казначей и другие), именно на вицеишпана легла главная работа в комитатах, и лица, замещающие эту должность, стали фактическими руководителями комитатского самоуправления. С XV века сложился обычай назначения вицеишпана из местных дворян, в результате чего элемент дворянского самоуправления в комитатской системе резко возрос. В 1504 году был принят закон, предусматривающий необходимость одобрения комитатскими собраниями кандидатуры вицеишпана. В периоды усиления централизации (как, например, в первой половине XIX века) фёишпаны возвращали себе власть над комитатом, а полномочия вицеишпанов сокращались.
Первоначально влияние дворян на комитатскую систему ограничивалось лишь системой судебных коллегий, главного органа судебной власти комитата, созываемого ишпаном из наиболее авторитетных представителей местной знати для разрешения различного рода судебных споров на территории комитата. На заседаниях судебных коллегий обычно председательствовал вицеишпан. В XV веке начали избираться на постоянной основе судебные присяжные, также из местного дворянства. Судебные коллегии комитатов выступали в качестве суда первой инстанции по делам, в которых участвовали местные дворяне, а также в качестве апелляционной инстанции для прочих судебных дел комитата (за исключением серьёзных преступлений, относящихся к юрисдикции королевских судов). Члены судебных коллегий имели не только судебные полномочия, но обладали также административной властью на территории приписанных им судебных округов. В начале XV века было закреплено правило, что право быть избранным членом судебной коллегии принадлежит исключительно дворянам данного комитата. Это способствовало превращению института судьи в один из рычагов дворянского самоуправления в комитатах.
Важнейшую роль в системе комитатского самоуправления играли комитатские собрания (венг. közgyűlés). Это были верховные представительные органы власти, созываемые и возглавляемые ишпаном. Первоначально комитатские собрания представляли собой судебный орган, состоящий из верховного судьи комитата, членов судебной коллегии и присяжных. Все они избирались из местных дворян. Постепенно судебные полномочия комитатских собраний ограничивались, однако их административная и политическая роль неуклонно повышалась. В результате комитатские собрания превратились в главный орган дворянского самоуправления комитатов. Право личного участия в собраниях получили все дворяне комитата, а компетенция этого органа включила в себя все важнейшие вопросы местной жизни, включая одобрение и распределение налогов, набор войск, осуществление финансовых и экономических мероприятий на территории комитата, а также выражение мнений и формулирование предложений по основным социально-политическим вопросам Венгерского королевства. До 1840-х годов (кроме периода 1785—1790 годов) официальным языком органов комитатского управления являлся латинский.
Одной из наиболее важных функций комитатов являлось участие в формировании верховного законодательного органа Венгерского королевства — государственного собрания. В 1385 году комитаты получили право посылать своих представителей в государственное собрание страны. В результате, именно комитаты стали выражать интересы венгерского дворянства в органах законодательной власти Венгрии. В государственном собрании представителям комитатов противостояли магнаты и высшие должностные лица королевства, имевшие право личного участия в парламенте, а также представители королевских городов.
Административная компенеция органов комитатского управления распространялась на всех жителей комитата, кроме крупнейших магнатов, жителей свободных королевских городов, шахтёрских местечек и особых привилегированных территорий (например, Ясшаг, Куншаг, Спиш).

## Комитатская система новейшего времени (1867—1918)
После создания дуалистической Австро-Венгерской империи в 1867 году комитатское административно-территориальное деление Венгерского королевства сохранилось, однако органы комитатского управления претерпели радикальную трансформацию, что привело к созданию нового типа комитатской системы.
Венгерское королевство (Транслейтания) периода Австро-Венгрии было разделено на 71 комитат (из них 8 — на территории автономной Хорватии). Эта структура просуществовала практически без изменений до 1918 года (лишь комитат Турна был в 1882 году упразднён). Комитаты, в свою очередь, делились на округа, количество которых постоянно росло (около 1891 года в Венгрии насчитывалось 409 округов). В 1868 году в состав Венгерского королевства были включены Трансильвания и Риека, пользовавшиеся до этого внутренним самоуправлением. В 1873 году часть бывшей Военной Границы также вошла в состав Венгрии.
Компетенция и властные полномочия комитатов после образования суверенной Венгрии в составе Австро-Венгерской монархии постепенно ограничивались за счёт расширения компетенции и влияния общевенгерских министерств и других центральных органов власти. Так в 1869 году комитатские органы были лишены судебных функций, в 1870 году из юрисдикции комитатов были выведены города, а позднее вопросы строительства, ветеринарии и финансового управления были переданы на вышестоящий уровень государственного управления. Политическая роль комитатов также резко упала. Комитат из органа дворянского самоуправления превратился в классическую административно-территориальную единицу.
Помимо сокращения административно-политических полномочий комитата другой важнейшей составляющей реформы комитатской системы стало частичное упразднение дворянского характера органов регионального управления. Согласно закону 1870 года комитатские собрания стали формироваться следующим образом:
одну половину членов комитатских собраний составляли крупнейшие налогоплательщики комитата, а другая избиралась из жителей комитата, удовлетворяющих имущественно-образовательному цензу. Кроме того членами комитатских собраний по должности являлись вицеишпан, главный нотариус и другие должностные лица комитата. Это открыло доступ в органы комитатского самоуправления представителям городской и сельской буржуазии, а также интеллигенции. Однако в целом доминирование среднепоместного дворянства сохранилось. Кроме того, были расширены полномочия фёишпана, который стал главным представителем правительства на региональном уровне, подчиняющимся непосредственно министру внутренних дел Венгерского королевства.

## Список комитатов Венгерского королевства
Нижеследующий список представляет собой перечень комитатов Венгерского королевства в период 1886—1918 годов. В скобках приведены наименования административных центров на венгерском языке (кроме автономной Хорватии) по состоянию на 1910 год.
Комитаты Венгрии (столица):
- Абауй-Торна (Кашша)
- Арад (Арад)
- Арва (Алшокубин)
- Баранья (Печ)
- Барш (Араньошмарот)
- Бач-Бодрог (Зомбор)
- Бекеш (Дьюла)
- Берег (Берегсас)
- Бихар (Надьварад)
- Боршод (Мишкольц)
- Ваш (Сомбатхей)
- Веспрем (Веспрем)
- Гёмёр-Кишхонт (Римасомбат)
- Дьёр (Дьёр)
- Зала (Залаэгерсег)
- Земплен (Шаторальяуйхей)
- Зойом (Бестерцебанья)
- Комаром (Комаром)
- Крашшо-Сёрень (Лугош)
- Липто (Липтосентмиклош)
- Мармарош (Мармарош-Сигет)
- Мошон (Мошонмадьяровар)
- Нитра (Нитра)
- Ноград (Балашшадьярмат)
- Пешт-Пилиш-Шольт-Кишкун (Будапешт)
- Пожонь (Пожонь)
- Сабольч (Ньиредьхаза)
- Сатмар (Надькаройи)
- Сепеш (Лёче)
- Силадь (Зилах)
- Темеш (Темешвар)
- Тольна (Сексард)
- Торонталь (Надьбечкерек)
- Тренчен (Тренчен)
- Туроц (Туроцсентмартон)
- Угоча (Надьсёлёш)
- Унг (Унгвар)
- Фейер (Секешфехервар)
- Хайду (Дебрецен)
- Хевеш (Эгер)
- Хонт (Ипольшаг)
- Чанад (Мако)
- Чонград (Сентеш)
- Шарош (Эперьеш)
- Шомодь (Капошвар)
- Шопрон (Шопрон)
- Эстергом (Эстергом)
- Яс-Надькун-Сольнок (Сольнок)

Комитаты Трансильвании (столица):
- Алшо-Фехер (Надьеньед)
- Бестерце-Насод (Бестерце)
- Брашшо (Брашшо)
- Киш-Кюкюллё (Дичёсентмартон)
- Колож (Коложвар)
- Марош-Торда (Марошвашархей)
- Надь-Кюкюллё (Шегешвар)
- Себен (Надьсебен)
- Сольнок-Добока (Деш)
- Торда-Араньош (Торда)
- Удвархей (Секейудвархей)
- Фогараш (Фогараш)
- Харомсек (Шепшисентдьёрдь)
- Хуньяд (Дева)
- Чик (Чиксереда)

Комитаты Хорватии (столица):
- Бьеловар (Бьеловар)
- Варашд (Вараждин)
- Верёце (Осиек)
- Загреб (Загреб)
- Лика-Крбава (Госпич)
- Модруш-Фиуме (Огулин)
- Пожега (Пожега)
- Срем (Вуковар)